# My First Stone Age
My First Stone Age — дитяча та сімейна гра від автора ігор Марко Тойбнер. Гра розрахована на двох-чотирьох гравців віком від п'яти років і триває приблизно 15 хвилин на партію. Вона була випущена у 2016 році видавництвом Hans im Glück і отримала кілька нагород, зокрема премію Kinderspiel des Jahres та Essener Feder у 2016 році.

## Тема та компоненти
У грі йдеться про відтворення життя людей у кам'яній добі. Гравці досліджують навколишнє середовище, збирають ресурси та обмінюють їх, щоб розвивати свої поселення. Гра побудована на історії Джоно та Джади, яку розповідають у правилах гри.
До складу гри входять:
- ігрове поле, на якому зображено кам'яне поселення та його околиці
- 4 кольорові фігурки з магнітами на голові
- 4 маркери гравців
- 4 таблички для гравців «Поселення»
- 20 ресурсів (по 4 одиниці зубів, ягід, риби, глеків і наконечників стріл)
- 15 жетонів із зображенням хатин
- 2 жетони з зображенням собак
- 14 лісових жетонів, на зворотному боці яких зображені кубики, ресурси, символи обміну, собаки та будівельні ділянки

## Ігровий процес
На початку кожен гравець вибирає колір і отримує відповідний маркер та фігурку, а також табличку поселення з мамонтом відповідного кольору. Фігурки ставляться на будівельне поле в центрі ігрового поля. Ресурси розподіляються по ігровому полю залежно від кількості гравців, а одна з ресурсів розміщується на полі обміну. Жетони хатинок кладуться стопками по п'ять на відповідні поля, а верхня карта розкривається. Жетони з собаками розміщуються на відповідних полях на ігровому полі. Лісові жетони перемішуються і викладаються навколо поля горілиць.

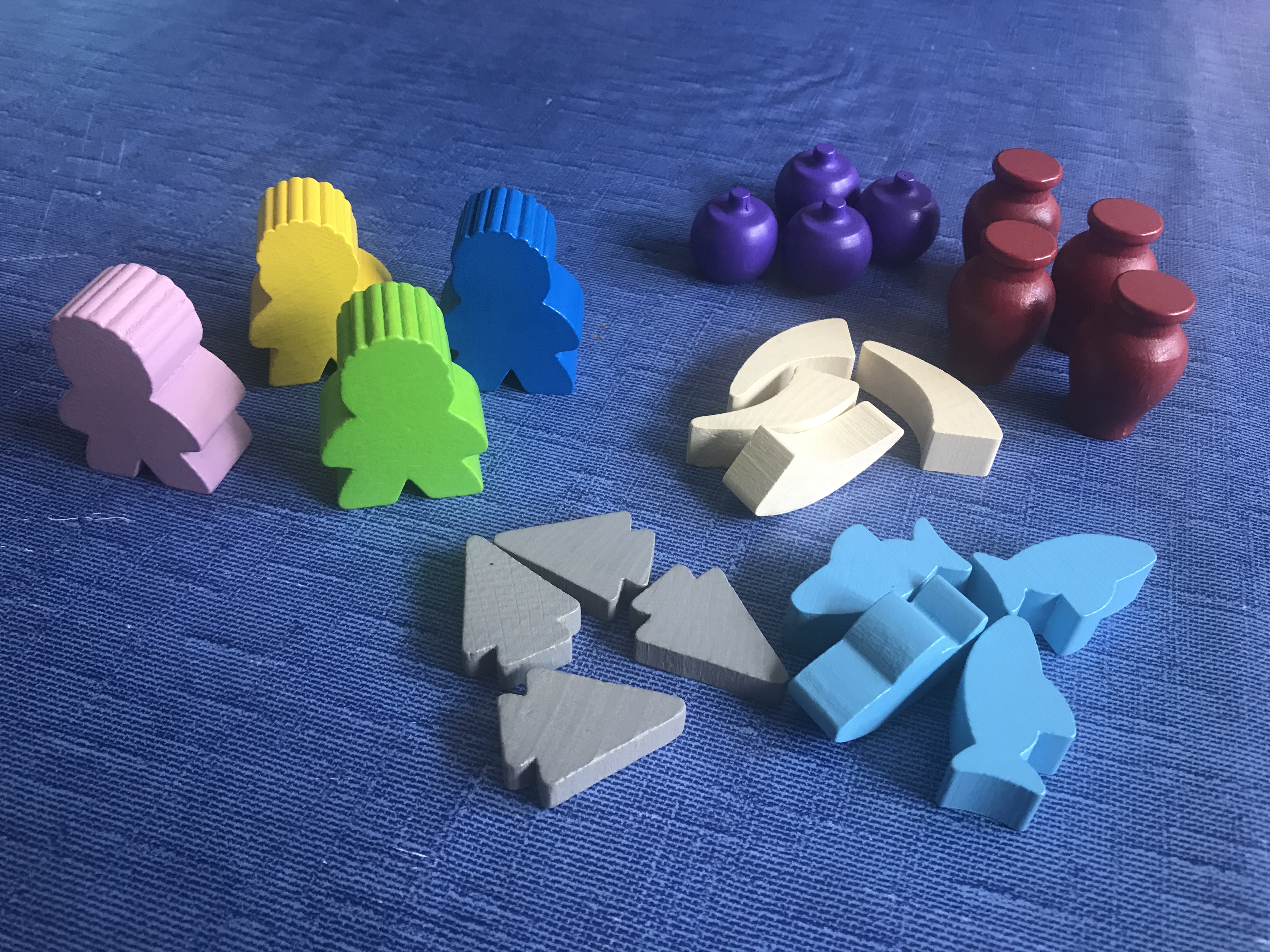
My First Stone Age, ресурси та фігурки гравців

Гравці повинні збирати ресурси протягом гри, щоб обмінювати їх на будівельному полі на хатинки. Гравці ходять по черзі, виконуючи свої дії, які складаються з трьох етапів. Спочатку відкривається один із лісових жетонів, розташованих на краю поля, що визначає подальшу дію. Якщо жетон показує кубик, фігурка рухається на ігровому полі на кількість кроків від 1 до 6, залежно від значення кубика. Якщо жетон показує символ, фігурка переміщується безпосередньо на відповідне поле дії. Далі гравець виконує відповідну дію залежно від поля:

- на полі ресурсів гравець може взяти одну з наявних ресурсів і розмістити її на своєму табло. Якщо ресурсів немає, гравець не отримує нічого.
- на полі обміну гравець може обміняти будь-яку кількість своїх ресурсів на ресурси, що там лежать. За кожен свій ресурс гравець бере один з поля обміну.
- на полі собак гравець бере один із двох жетонів собак або, якщо вони закінчилися, «краде» жетон в іншого гравця.
- на будівельному полі гравець може побудувати хатинку, якщо має необхідні ресурси, вказані на жетоні хатинки. Якщо у гравця є жетон собаки, він може використати його як джокер для будь-якого ресурсу.

Гра завершується, коли один із гравців побудує три хатинки. Переможцем стає гравець, який першим побудував три хатинки та завершив своє поселення.

## Визнання
Гра My First Stone Age була розроблена як дитяча версія гри Кам'яна доба Бернда Бруннхофера, ілюстрована тим самим художником Міхаелем Менцелем. У 2016 році гра виграла премію Kinderspiel des Jahres та отримала нагороду Essener Feder.